# Campionato oceaniano femminile under 20 di calcio 2010
Il Campionato oceaniano femminile under 20 di calcio 2010, 4ª edizione della competizione organizzata dalla OFC e riservata a giocatrici Under-20, si è giocato in Nuova Zelanda tra il 21 e il 25 gennaio 2010.

La Nuova Zelanda ha vinto il titolo per la seconda volta consecutiva e si è qualificata, per il Campionato mondiale femminile under 20 di calcio 2010.
Il Torneo è stato disputato al North Harbour Stadium di Auckland.

## Squadre partecipanti
- Nuova Zelanda (paese organizzatore)
- Isole Cook
- Tonga
- Samoa Americane

## Partite
| Auckland 21 gennaio 2010                                                                             | Nuova Zelanda | 8 – 0 | Samoa Americane | North Harbour Stadium |
| \| \| \| \| \| Wilkinson 16’, 21’, 81’ White 25’, 52’ Longo 42’ Fisher 45+2’, 64’ \| Marcatori \| \| |               |       |                 |                       |
| |               |       |                 |                       |
| Wilkinson 16’, 21’, 81’ White 25’, 52’ Longo 42’ Fisher 45+2’, 64’                                   | Marcatori     |       |                 |                       |

| Auckland 21 gennaio 2010                                     | Isole Cook | 1 – 1         | Tonga | North Harbour Stadium |
| \| \| \| \| \| Mustonen 16’ \| Marcatori \| 72’ Loto'anui \| |            |               |       |                       |
|                                                              |            |               |       |                       |
| Mustonen 16’                                                 | Marcatori  | 72’ Loto'anui |       |                       |

| Auckland 23 gennaio 2010                                                    | Tonga     | 4 – 0 | Samoa Americane | North Harbour Stadium |
| \| \| \| \| \| Feke 11’, 38’ (rig.), 90+4’ Loto'anui 88’ \| Marcatori \| \| |           |       |                 |                       |
|                                                                             |           |       |                 |                       |
| Feke 11’, 38’ (rig.), 90+4’ Loto'anui 88’                                   | Marcatori |       |                 |                       |

| Auckland 23 gennaio 2010                                                                                    | Nuova Zelanda | 8 – 0 | Isole Cook | North Harbour Stadium |
| \| \| \| \| \| Mamanu-Gray 36’ White 37’, 41’ Wilkinson 57’ Milne 59’, 89’ Wall 66’, 68’ \| Marcatori \| \| |               |       |            |                       |
| |               |       |            |                       |
| Mamanu-Gray 36’ White 37’, 41’ Wilkinson 57’ Milne 59’, 89’ Wall 66’, 68’                                   | Marcatori     |       |            |                       |

| Auckland 25 gennaio 2010                                      | Samoa Americane | 0 – 4                       | Isole Cook | North Harbour Stadium |
| \| \| \| \| \| \| Marcatori \| 25’, 32’, 44’, 89’ Mustonen \| |                 |                             |            |                       |
|                                                               |                 |                             |            |                       |
|                                                               | Marcatori       | 25’, 32’, 44’, 89’ Mustonen |            |                       |

| Auckland 25 gennaio 2010 | Tonga     | 0 – 11                                                                                                  | Nuova Zelanda | North Harbour Stadium |
| \| \| \| \| \| \| Marcatori \| 3’, 10’, 30’, 43’, 49’ White 13’ Pearl 19’ Mathis 35’ Wilkinson 41’ Wood 79’ Mamanu-Gray 89’ McLaughlin \| |           | |               |                       |
| |           | |               |                       |
| | Marcatori | 3’, 10’, 30’, 43’, 49’ White 13’ Pearl 19’ Mathis 35’ Wilkinson 41’ Wood 79’ Mamanu-Gray 89’ McLaughlin |               |                       |

| Pos. | Squadra         | Pt | G | V | N | P | GF | GS | DR  |
| ---- | --------------- | -- | - | - | - | - | -- | -- | --- |
| 1.   | Nuova Zelanda   | 9  | 3 | 3 | 0 | 0 | 27 | 0  | +27 |
| 2.   | Isole Cook      | 4  | 3 | 1 | 1 | 1 | 5  | 9  | -4  |
| 3.   | Tonga           | 4  | 3 | 1 | 1 | 1 | 5  | 12 | -7  |
| 4.   | Samoa Americane | 0  | 3 | 0 | 0 | 3 | 0  | 16 | -16 |

## Classifica marcatori
| Gol |  |  | Giocatore         | Squadra       |
| --- |  |  | ----------------- | ------------- |
| 9   |  |  | Rosie White       | Nuova Zelanda |
| 5   |  |  | Hannah Wilkinson  | Nuova Zelanda |
| 5   |  |  | Regina Mustonen   | Isole Cook    |
| 3   |  |  | Penateti Feke     | Tonga         |
| 2   |  |  | Heilala Loto'anui | Tonga         |
| 2   |  |  | Elise Mamanu-Gray | Nuova Zelanda |
| 2   |  |  | Liz Milne         | Nuova Zelanda |
| 2   |  |  | Hannah Wall       | Nuova Zelanda |
| 2   |  |  | Briony Fisher     | Nuova Zelanda |